# Fürged, Tolna
Fürged  este un sat în districtul Tamás, județul Tolna, Ungaria, având o populație de 739 de locuitori (2011). 

## Demografie
Componența etnică a satului Fürged
     Maghiari (80,57%)
     Romi (19,43%)
Componența confesională a satului Fürged
     Romano-catolici (53,86%)
     Fără religie (25,17%)
     Reformați (1,22%)
     Necunoscută (19,76%)
Conform recensământului din 2011, satul Fürged avea 739 de locuitori. Din punct de vedere etnic, majoritatea locuitorilor (80,57%) erau maghiari, cu o minoritate de romi (19,43%).  Din punct de vedere confesional, majoritatea locuitorilor (53,86%) erau romano-catolici, existând și minorități de persoane fără religie (25,17%) și reformați (1,22%). Pentru 19,76% din locuitori nu este cunoscută apartenența confesională.